# Cold Zero
Cold Zero (tạm dịch: Số 0 kinh hoàng) là trò chơi máy tính thuộc thể loại hành động, bắn súng góc nhìn người thứ ba kiêm chiến thuật thời gian thực lấy bối cảnh hiện đại do hãng JoWooD Entertainment AG phát triển và Encore Software phát hành vào ngày 22 tháng 8 năm 2003 tại Hoa Kỳ với tên gọi Cold Zero: No Mercy và Cold Zero: The Last Stand vào 19 tháng 9 cùng năm tại châu Âu.

## Cốt truyện
Trò chơi mở đầu bằng một đoạn phim ngắn: rất nhiều cảnh sát bao vây tòa nhà có con tin đang bị uy hiếp bởi một tên tội phạm. Máy quay đột ngột chuyển hướng sang nóc tòa nhà đối diện nơi có một bóng đen cầm súng bắn tỉa thuộc lực lượng đặc nhiệm đang chú tâm quan sát ống ngắm. Trong lúc ở bên dưới, viên chỉ huy yêu cầu tất cả không được bắn thì tay bắn tỉa kia bắt kịp mục tiêu và xin lệnh bắn. Chợt tiếng súng vang lên. Nhân vật chính John Mc Affrey chính là tay bắn tỉa trong đoạn phim. Và phát súng oan nghiệt đó khiến anh bị sa thải khỏi lực lượng cảnh sát để rồi phải kiếm sống bằng nghề thám tử tư. Do cạn kiệt tài chính, John phải thuê văn phòng ở khu phố rất tồi tàn thuộc ngoại ô và chỉ có duy nhất một cô thư ký tên Jane. Để có tiền nhằm trang trải nợ nần, không ít lần, John phải làm việc cho Don, một tên trùm khét tiếng trong giới Mafia. Rắc rối bắt đầu phát sinh từ đây khi John bị cuốn vào cuộc chiến dữ dội giữa các băng Đảng và các tổ chức của chính phủ.

## Cách chơi
Cold Zeo là trò chơi kết hợp được nhiều thể loại, tương tự như loạt game Commandos hay Jagged Alliance (mang tính chiến thuật du kích, tính toán khéo léo, đầu óc tổ chức nhanh nhạy), nhưng khác ở chỗ khi thực hiện nhiệm vụ, người chơi phải làm một mình mà không có sự hỗ trợ của đồng đội. Việc di chuyển trên bản đồ, hay bắn nhau rất đơn giản, chỉ cần nhấp chuột đến nơi người chơi muốn hay cú nháy chuột phải vào kẻ thù là xong...nổi bật nhất là thể loại hành động và chiến thuật thời gian thực. Chỉ cần một chuyển động sai lầm cũng khiến người chơi gặp nhiều khó khăn. Bảng điều khiển cuối màn hình cung cấp đầy đủ thông tin nhân vật, bản đồ, nhiệm vụ và đích đến. Kỹ năng cá nhân của John có rất nhiều mục nên quyết định lựa chọn kỹ năng cần nâng cấp là việc không hề dễ. Tốt nhất người chơi nên nâng cấp đồng đều để dễ bề cho việc tác chiến sau này.
Có hàng trăm loại vũ khí ngoài đời được đưa vào trò chơi: từ loại thô sơ như gậy, đá cho đến súng hạng nặng như súng máy, súng ngắn, súng bắn tỉa… Một số vũ khí còn có thêm phụ kiện như ống giảm thanh, ống ngắm, băng đạn… Vũ khí đa dạng và cho phép tước của kẻ địch tạo sự thích thú và nâng cao kiến thức vũ khí cho người chơi. Người chơi có thể quan sát xung quanh những chỗ ẩn nấu để lên kế hoạch cuộc tấn công của bạn. người chơi có thể chọn 4 phương thức di chuyển: di chuyển lén lút, đi bộ thận trọng, đi bộ bình thường và chạy. Vì trò chơi mang nhiều yếu tố rón rén, lén lút (quân địch sẽ nghi ngờ nếu có tiếng động hoặc tiếng súng), nên giao diện có sự tính toán để xác định tiếng động người chơi gây ra và giúp cho khả năng quan sát của người chơi. Chạy ở những bề mặt cứng và bắn súng sẽ để lại nhiều tiếng động gây sự chú ý cho kẻ thù, trong khi đó khi di chuyển lén lút trên bề mặt mềm như cỏ sẽ gây ra ít tiếng động ầm ĩ hơn.
Cold Zero cũng có một chế độ chơi nhập vai để thưởng cho người chơi khi hoàn thành tốt công việc trong suốt nhiệm vụ, và loại trừ kẻ địch... Khi tăng kinh nghiệm, người chơi sẽ nhận được "điểm kỹ năng", dùng để nâng cấp những khả năng khác nhau như sức khoẻ, hay cho phép người chơi nhiều phát minh về kỹ thuật, giúp người chơi có thể sử dụng những phụ kiện đặc biệt cho vũ khí và đặc biệt là trau dồi kỹ năng "bẻ khóa"... Người chơi cũng có thể dùng "điểm kĩ năng" để tăng khả năng sử dụng thành thạo nhiều loại vũ khí khác nhau như: súng ngắn, súng máy, súng trường hay shotgun...
Game có tất cả 16 nhiệm vụ ở nhiều địa phương khác nhau. Khó khăn nhất là màn mà người chơi phải một mình đối đầu với cả một doanh trại quân đội chính quy trang bị vũ khí hạng nặng ở Trung Đông và khi phải truy tìm đối thủ trong rừng già châu Mỹ La Tinh. Độ thông minh của máy tùy thuộc vào cấp độ khó mà người chơi lựa chọn nhưng nói chung, nhân vật được thiết kế rất tỉ mỉ và hợp lý. Nếu người chơi đi rón rén và ở ngoài tầm nhìn của đối phương thì không bị phát hiện. Nếu người chơi bắn súng mà không dùng ống hãm thanh, quân lính ở ở gần đấy sẽ chạy dồn đến khiến người chơi trở tay không kịp. Khi đối thủ tụ tập thành đám đông, người chơi có thể ném đá nhử từng tên ra xa để giết và giấu xác vào nơi kín đáo.

## Camera
Cold Zero sử dụng góc quay nhân vật thứ ba nên người chơi có thể nhìn thấy trọn vẹn nhân vật từ phía sau và từ trên xuống, tương tự trò Fallout. Nhờ được thiết kế 3D nên người chơi có thể xoay chuyển góc nhìn 360° xung quanh nhân vật chính bằng cách nhấn và giữ nút giữa của chuột (hoặc phím <Enter>) đồng thời di chuyển chuột; cho phép người chơi nhìn được cả những góc mà trò chơi 2D cổ điển không thể hiện được. Khung cảnh trò chơi trở nên rộng lớn và sinh động hơn. Bí mật giờ đây nằm trong góc khuất, kín đáo chứ không để ở nơi dễ phát hiện như trước. Bên cạnh đó, trò chơi thiết kế hệ thống ra-đa giống như trong trò Metal Gear Solid; hữu dụng khi quant sát đối phương từ xa, tìm đường hoặc nơi ẩn nấp.

## Chơi mạng
Bên cạnh chế độ chơi đơn, trò chơi còn hỗ trợ chơi qua mạng LAN và mạng Internet. Có tất cả tám bản đồ ở 3 nội dung đối kháng là giải thoát con tin, giải cứu yếu nhân (VIP) và truy tìm vật dụng. Tuy có hỗ trợ chơi mạng nhưng chủ yếu Cold Zero chỉ chú trọng vào chơi đơn. Chế độ chơi mạng không cho phép đồng đội đi cùng người chơi mà phân chia thành hai đội đấu nhau theo kiểu Deathmatch. Chơi mạng chỉ trở nên hào hứng khi có đông người cùng tham gia. Nhìn chung Cold Zero chịu ảnh hưởng khá nhiều từ Fallout nhưng có cải tiến về mặt kỹ thuật, chiến thuật và sắp đặt trước nhiệm vụ chứ không để ngẫu nhiên như Fallout.

## Đồ họa và âm thanh
Hình ảnh đồ họa tuy không được trau chuốt như trò nhập vai nhưng đồ vật, cảnh vật trong trò chơi được vẽ hết sức tinh tế và chi tiết. Hiệu ứng thời tiết như mưa, sấm chớp…đều được thể hiện rất tốt. Âm thanh của trò chơi được thiết kế rất trung thực, có hiệu ứng 3 chiều. Nhạc nền được chọn lọc kỹ và liên tục thay đổi theo diễn biến của trò chơi. Tiếng bắn và nạp đạn khác nhau cho mỗi loại súng song người chơi cần phải có hệ thống âm thanh 5.1 thì mới cảm nhận được.